# Damiano Pippi
Damiano Pippi (ur. 23 sierpnia 1971 w Perugii) – włoski siatkarz występujący obecnie w Serie A, w drużynie RPA-LuigiBacchi.it Perugia. Gra na pozycji libero. Mierzy 194 cm. 227 razy wystąpił w reprezentacji Włoch.

## Kariera klubowa
- 1987–1990  Olio Venturi Spoleto
- 1990–1994  Daytona Modena
- 1994–1995  Montichiari
- 1995–1998  Pallavolo Padwa
- 1998–2000  Sisley Treviso
- 2000–2006  Cimone Modena
- 2006-  RPA Perugia

## Sukcesy
- Mistrzostwo Świata: 1994
- Puchar Świata: 1995
- Puchar Wielkich Mistrzów: 1993
- Mistrzostwo Europy: 1993, 2003
- Zwycięstwo w Lidze Światowej: 1994, 1995, 1997
- Puchar Ligi Mistrzów: 1999
- Puchar CEV: 2004
- Superpuchar Europy: 1999
- Mistrzostwo Włoch: 1999, 2002
- Puchar Włoch: 1994
- Superpuchar Włoch: 1998
- Puchar Challenge: 2010

## Nagrody indywidualne
- MVP turnieju finałowego o puchar Challenge: 2010[1].